# Maškovec
Maškovec (též Kotek nebo Kotkův Hrádek) je zřícenina hradu v okrese České Budějovice. Nachází se v katastru obce Kamenný Újezd na skalní stěně nad pravým břehem řeky Vltavy v nadmořské výšce asi 440 m. Od roku 1963 je chráněn jako kulturní památka.

## Historie

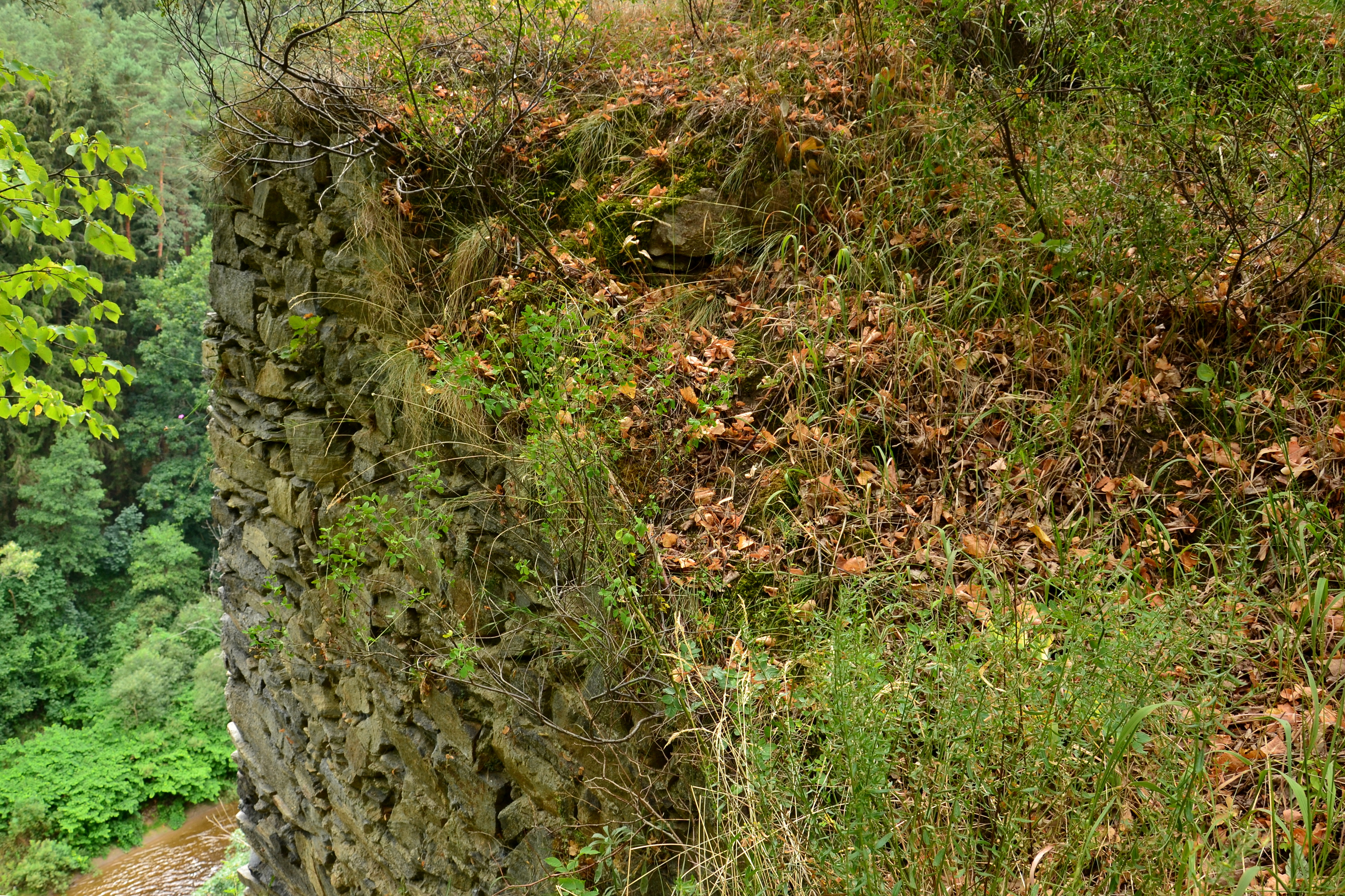
Nároží budovy

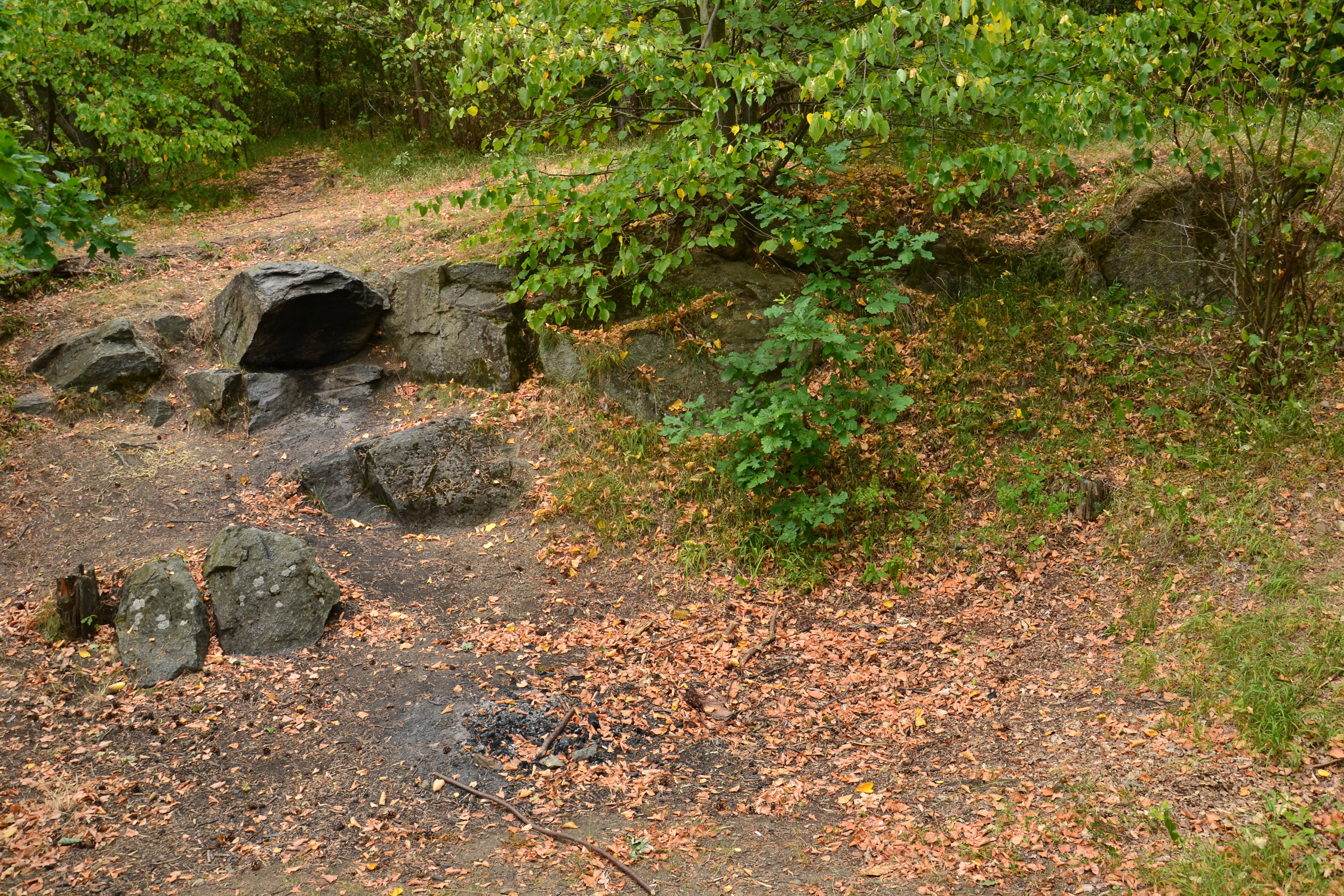
Pravděpodobný zbytek sklepa

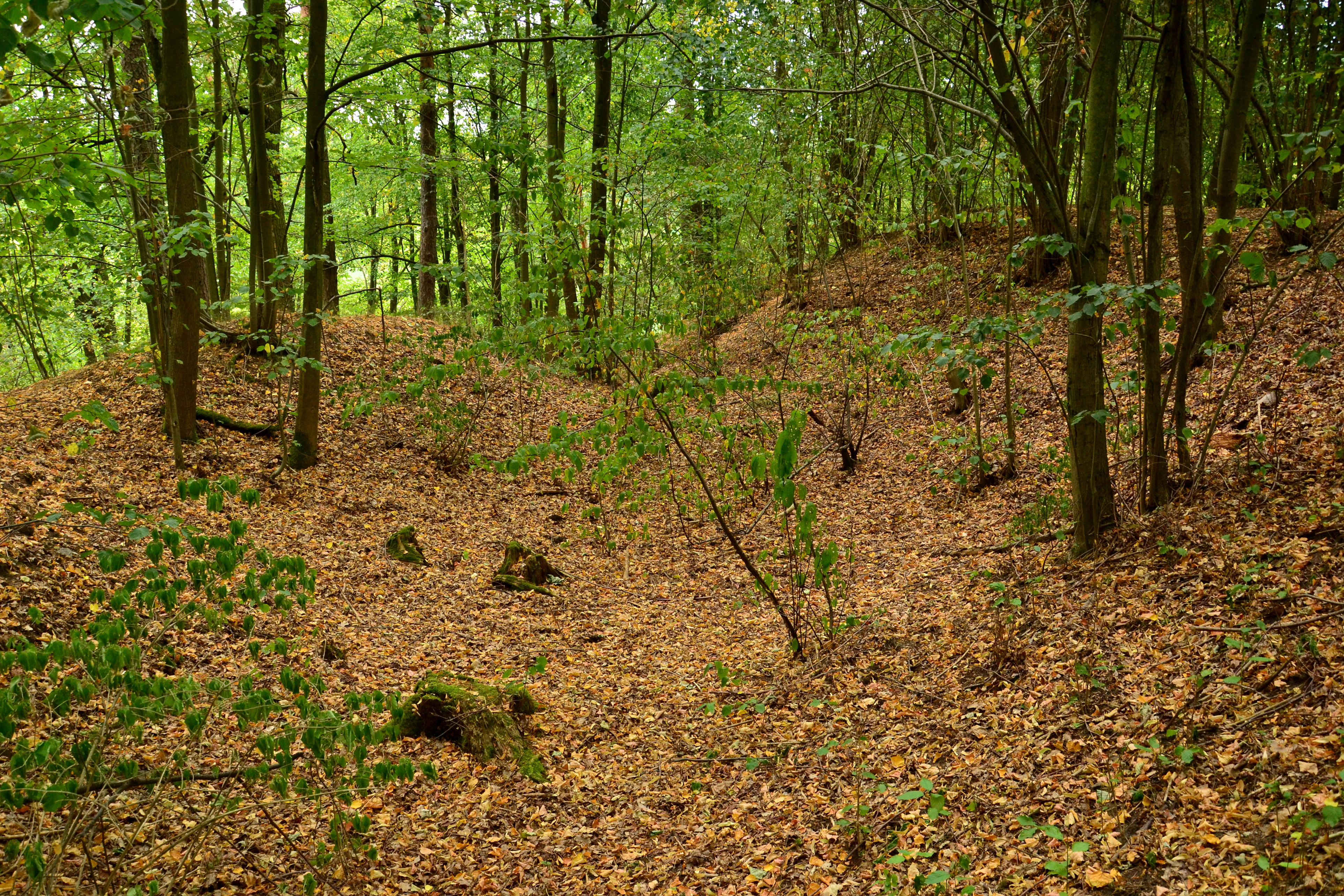
Příkop

Hrad postavili v polovině 14. století příslušníci rodu pánů z Újezda, kteří byli podle erbovního znamení střely příbuznými Bavorů ze Strakonic, pánů z Drahonic a rytířů z Pořešína. První písemná zmínka však pochází až z roku 1380, kdy je hrad nepřímo zmíněn v predikátu Buzka z Újezda seděním na Maškovci. V roce 1402 je navíc uváděn také jeho syn Racek, který byl pánem hradu během husitských válek. Na jejich počátku stál na straně husitů, ale později vstoupil do služeb pánů z Rožmberka. Roku 1425 je na Maškovci uváděn Jan z Drahonic. Páni z Újezda obývali hrad do poloviny dvacátých let patnáctého století, kdy se rod v neklidné době husitských válek ocitl ve finanční tísni a přestal se objevovat v listinách. Když v roce 1455 Maškovec koupil Jindřich IV. z Rožmberka, byl od té doby zbytečný hrad opuštěn. V roce 1493 je popisován jako zbořený. V letech 1823–1841 nechal Pachner z Ebendorfu, majitel zámku Poříčí a blízkého dvora Kotek, zříceninu rozebrat na stavební materiál.
Majitelé hradu kontrolovali provoz na blízké Cáhlovské stezce a kupce s povozy nutili i násilím k průjezdu vesnicí, aby tak zvýšili své příjmy. Roku 1427 se na opuštěném Maškovci usadil kvůli bezpečí před husity újezdský farář Jan Pryndl, který tu dokončil opis Zlaté legendy Jacoba de Voragine.

## Stavební podoba
Jednodílný hrad byl přirozeně chráněn kolmou skalní stěnou nad Vltavou a na jihovýchodní straně, kde prudký sráz spadá do údolí malého potoka. Na přístupné severozápadní a severovýchodní straně byl zajištěn valem a příkopem, které byly na severovýchodě zdvojené. Naprostá většina zdiva byla rozebrána v devatenáctém století, kdy byly také částečně zasypány příkopy. Na severozápadě se dochoval valovitý pozůstatek obvodové hradby a na špatně přístupné skále nad řekou nároží budovy, která byla podle sousední prohlubně pravděpodobně podsklepená. Menší fragment zdiva se na skalní hraně dochoval také u západního nároží.

## Přístup
Zbytky hradu jsou volně přístupné po modře značené turistické trase z Boršova nad Vltavou do Zlaté Koruny. Při fotografování apod. je třeba dbát zvýšené opatrnosti, protože zde již došlo k několika pádům s následkem smrti.

## Okolí
Skalní stěna pod zříceninou je 35 m vysoká, silně lámavá. Tvoří horolezecký terén se čtyřmi popsanými výstupy. Od hradu je dobrý výhled do údolí Vltavy, která zde vytváří zaklesnutý meandr. O 2,5 km dále po proudu Vltava opouští hluboké a sevřené údolí a vtéká do Českobudějovické pánve. Její koryto a některé údolní svahy jsou chráněny jako přírodní památka Vltava u Blanského lesa.